# Серванс
Серва́нс (фр. Servance) — коммуна во Франции, находится в регионе Франш-Конте. Департамент — Верхняя Сона. Входит в состав кантона Мелизе. Округ коммуны — Люр.
Код INSEE коммуны — 70489.

## География
Коммуна расположена приблизительно в 340 км к востоку от Парижа, в 85 км северо-восточнее Безансона, в 45 км к северо-востоку от Везуля.
По территории коммуны протекает река Оньон и её небольшой приток — река Ваннуаз (фр. Vannoise), есть много озёр. Более половины территории коммуны покрыто лесами.

## Население
Население коммуны на 2010 год составляло 846 человек.
| 1962 | 1968 | 1975 | 1982 | 1990 | 1999 | 2010 |
| ---- | ---- | ---- | ---- | ---- | ---- | ---- |
| 1468 | 1365 | 1354 | 1244 | 1099 | 955  | 846  |

## Администрация
| Период | Период | Фамилия        | Партия | Примечания |
| ------ | ------ | -------------- | ------ | ---------- |
| 2001   | 2008   | Мишель Брессон |        |            |
| 2008   | 2014   | Анри Сентиньи  |        |            |

## Экономика
В 2010 году среди 485 человек трудоспособного возраста (15—64 лет) 324 были экономически активными, 161 — неактивными (показатель активности — 66,8 %, в 1999 году было 67,1 %). Из 324 активных жителей работали 275 человек (163 мужчины и 112 женщин), безработных было 49 (27 мужчин и 22 женщины). Среди 161 неактивных 29 человек были учениками или студентами, 97 — пенсионерами, 35 были неактивными по другим причинам.

## Достопримечательности
- Мэрия-школа (1906 год). Исторический памятник с 2005 года[3]

## Фотогалерея

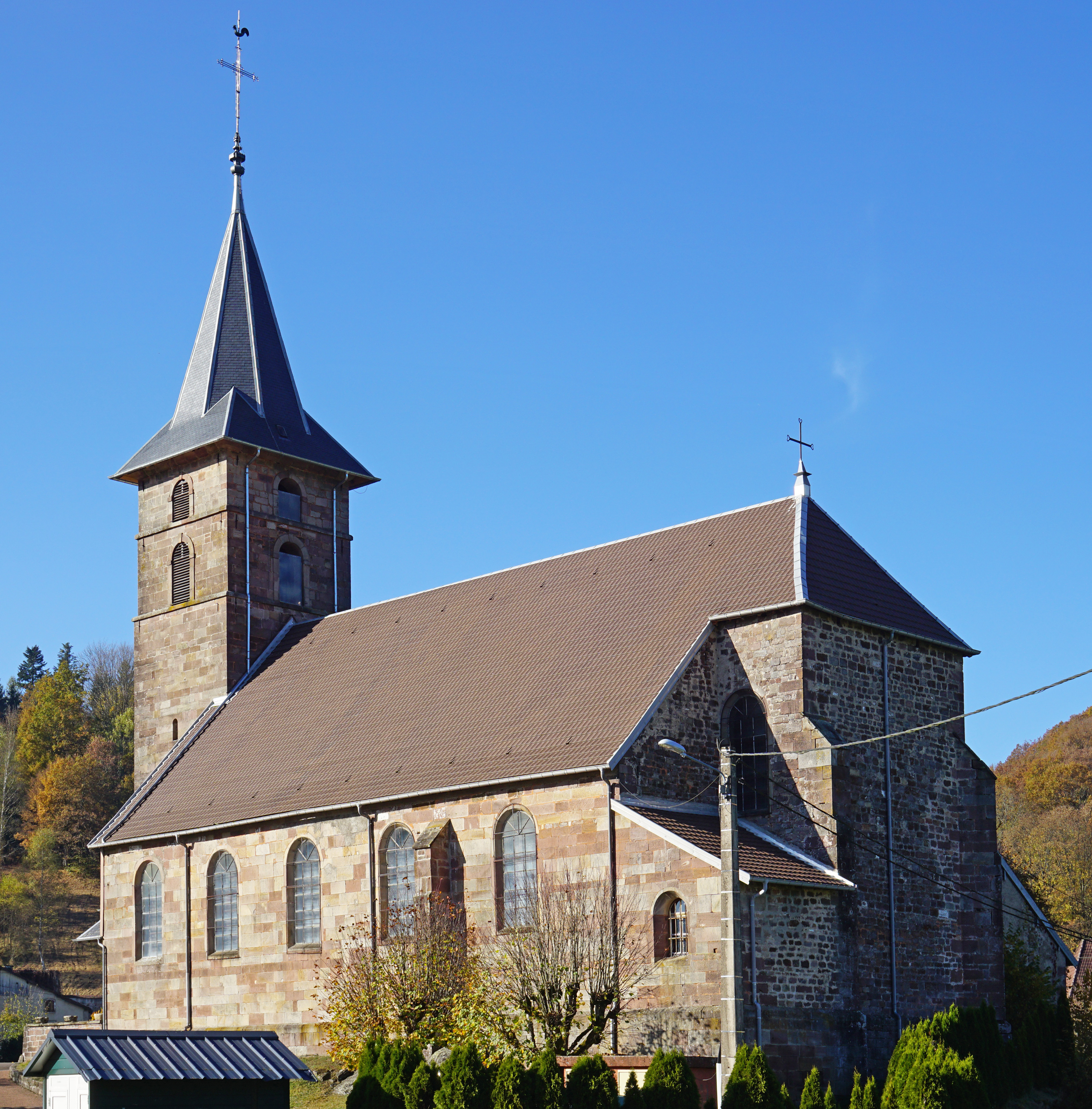
Церковь Успения Пресвятой Богородицы
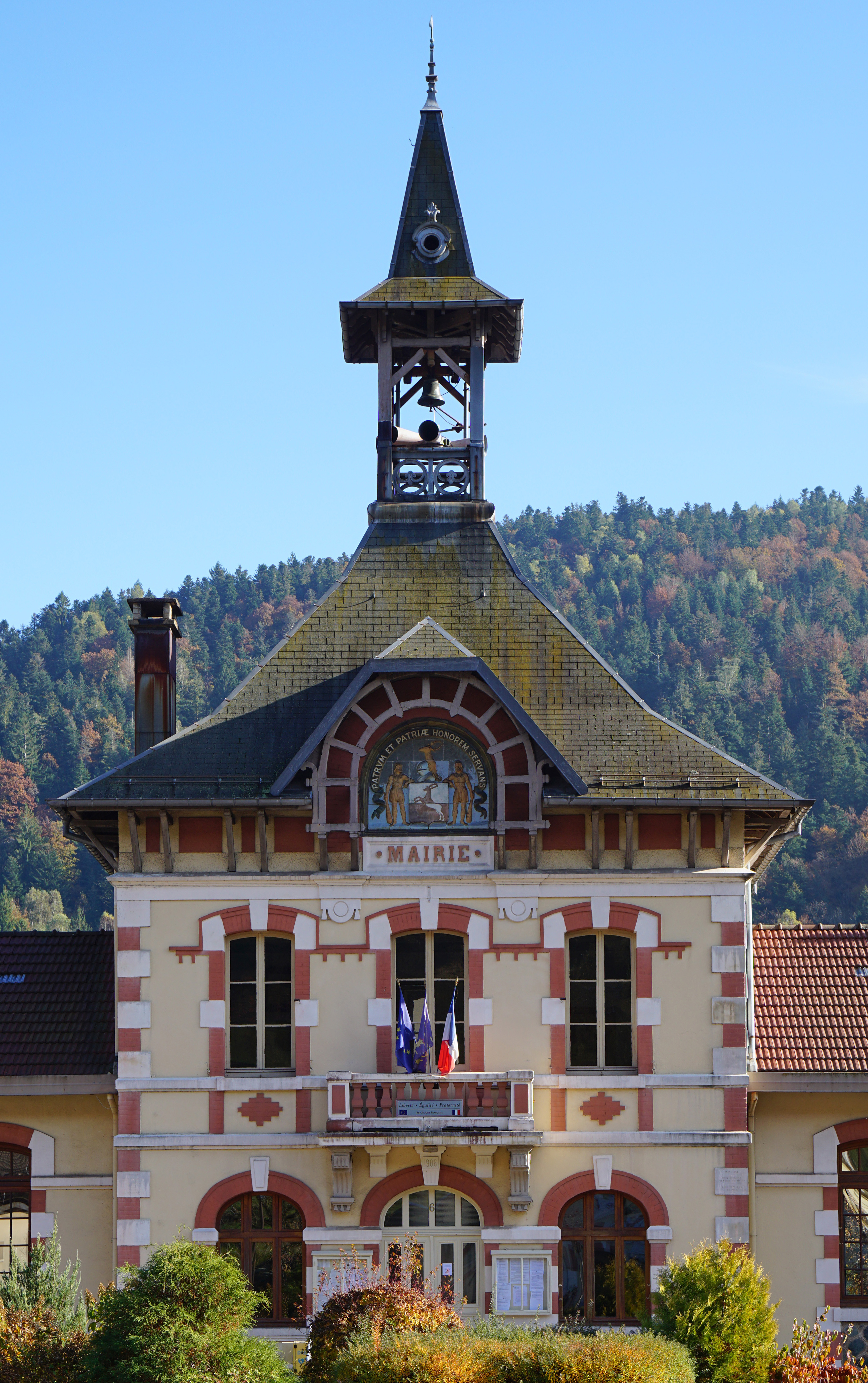
Мэрия
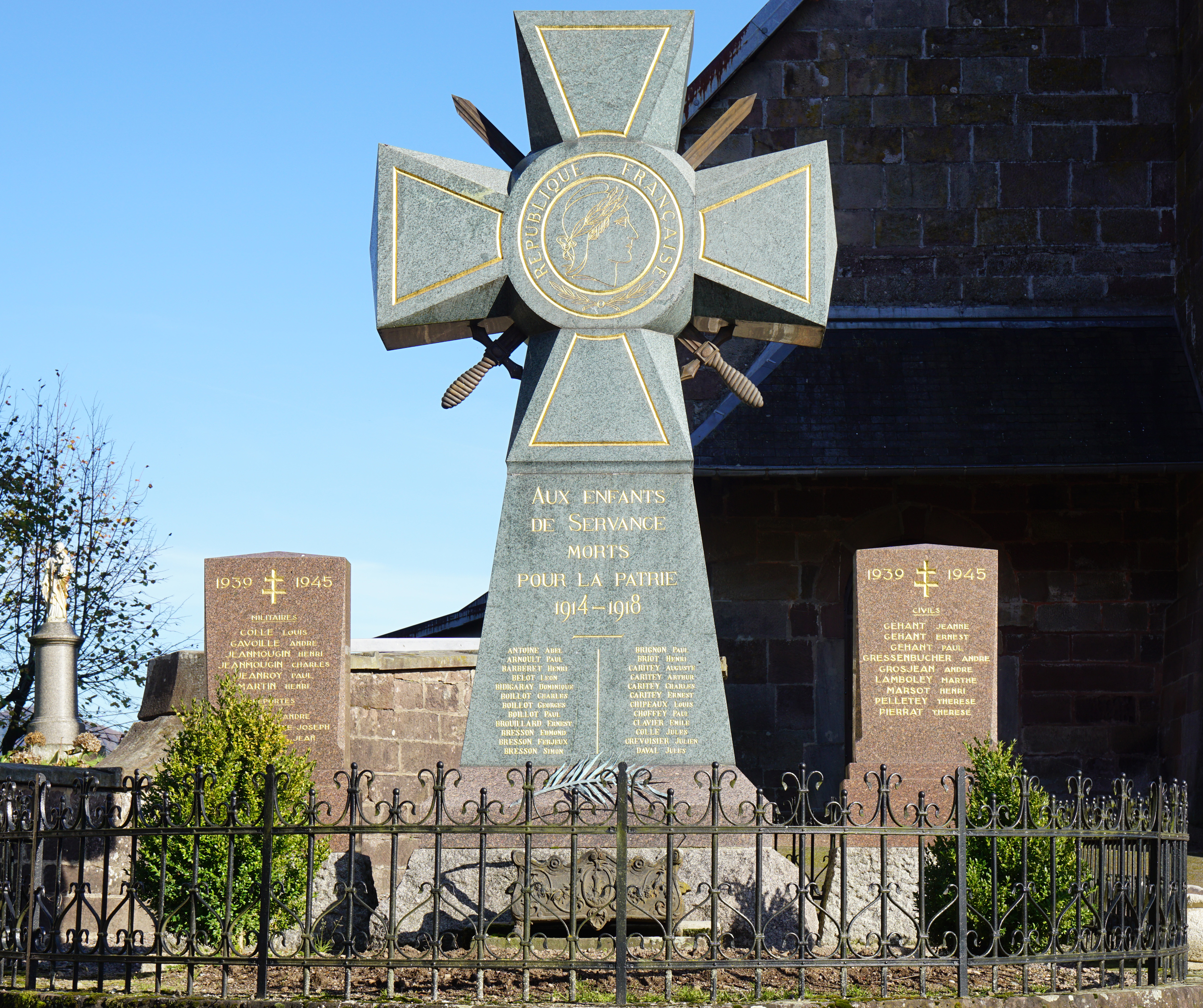
Военный мемориал